# La Laguna (södra Siltepec kommun)
La Laguna är en ort i Mexiko.   Den ligger i kommunen Siltepec och delstaten Chiapas, i den sydöstra delen av landet, 800 km sydost om huvudstaden Mexico City. La Laguna ligger 1 795 meter över havet och antalet invånare är 219.
Terrängen runt La Laguna är bergig söderut, men norrut är den kuperad. Runt La Laguna är det ganska tätbefolkat, med 83 invånare per kvadratkilometer. Närmaste större samhälle är El Porvenir de Velasco Suárez, 15,3 km öster om La Laguna. I omgivningarna runt La Laguna växer i huvudsak städsegrön lövskog.